# Kari Bing
Kari Bing Stueland (Oslo, 11 de octubre de 1919 - 7 de marzo de 1997) fue una ceramista noruega que tuvo éxitos tanto a nivel nacional como internacional. Junto con su esposo Magne Stueland, creó arte utilitario, principalmente tazas, jarras y cuencos.

## Biografía
Kari Bing nació en Oslo, pero se mudó a Blommenholm cuando tenía un año. Desde pequeña mostró interés por la cerámica, llevando arcilla del jardín y utilizando un tocadiscos como torno.
En 1936, a los 17 años, comenzó sus estudios en la Escuela Estatal de Artesanía y Diseño de Noruega, donde estudió durante 4 años, incluyendo un período como estudiante de intercambio en el Brighton College of Art en Inglaterra. Después de su formación, hizo prácticas en el taller del ceramista noruego Jens von der Lippe. Al año siguiente, abrió su propio taller en Blommenholm, Bærum.
En 1951, Magne Stueland comenzó a trabajar en el taller de Kari Bing, y al año siguiente se casaron. La pareja colaboró hasta la muerte de Magne en 1984, tras lo cual Kari continuó trabajando sola. Tanto la obra de la pareja como la de Kari consistían en objetos utilitarios y decorativos, tanto monocromáticos como con patrones en colores vivos.
Bing estuvo involucrada en la comunidad artística local. En 1950 formó parte del jurado que seleccionó la vajilla para el salón de banquetes del Ayuntamiento de Oslo. En sus últimos años, fue activa en el Akershus Kunstsenter. Durante muchos años, enseñó cerámica tanto en escuelas como para asociaciones de artesanía.
Desde 1978, Kari Bing tuvo un puesto fijo en el mercado de Sandvika, donde vendía sus propios productos y los de Magne.

## Obras en colecciones públicas[9]
- Museo Nacional, Noruega
- Museo Internacional de Cerámica, Faenza

## Exposiciones[9]
- Exposición de verano, Museo de Drammen, 1943
- "Ante la reconstrucción", Asociación de Arte Utilitario, Kunstnernes Hus, Oslo, 1946
- Arte Utilitario Noruego, Gotemburgo, 1951
- Arte Utilitario Noruego, Copenhague, 1951
- Exposición de otoño de la Asociación de Arte Utilitario, Kunstnernes Hus, Oslo, 1952
- Exposición de otoño de la Asociación de Arte Utilitario, Kunstnernes Hus, Oslo, 1953
- Diseño en Escandinavia, Exposición itinerante en EE. UU., 1954
- Las Artes de Noruega, EE. UU., 1957
- Galería Terningen, Sandvika, en varias ocasiones